# Nothospecies
In de plantentaxonomie is een nothospecies een hybride tussen twee plantensoorten (species). Wanneer beide oudersoorten bekend zijn, omvat een nothospecies álle individuen die ontstaan zijn als gevolg van kruisingen van deze soorten en van hun afstammelingen onderling en met de oudersoorten. Notho is afkomstig van het Latijnse nothus (bastaard).
Nothospecies kunnen een hybridennaam toegekend krijgen, in de rang van soort. Daarin wordt tussen de geslachtsnaam en de soortaanduiding (of nothospecifiek epitheton) veelal een vermenigvuldigingsteken (×) geplaatst. Als alternatief mag ook expliciet "nothospecies" of "nothosoort" voor de naam geplaatst worden. Er kan maar één correcte naam zijn voor hybrides uit één combinatie van oudersoorten, ongeacht het uiterlijk van deze hybrides. Overigens is het geven van een hybridennaam niet verplicht, vaak voldoet een hybridenformule om een hybride aan te duiden.
Zo is de bastaardeikvaren een natuurlijke hybride van de gewone eikvaren (Polypodium vulgare) en de brede eikvaren (Polypodium interjectum) en krijgt hij de naam Polypodium ×mantoniae. Mocht deze hybride vruchtbaar zijn, dan zou elke kruising tussen twee bastaardeikvarens onderling, of tussen een bastaardeikvaren en een van de beide oudersoorten eveneens de naam Polypodium ×mantoniae krijgen.

## Bekende nothospecies
- Fragaria ×ananassa, de aardbei, de hybride van Fragaria virginiana en Fragaria chiloensis
- Mentha ×rotundifolia, de wollige munt, de hybride van Mentha longifolia, de hertsmunt, en Mentha suaveolens, de witte munt
- Populus ×canescens, de grauwe abeel, de hybride van Populus alba, de witte abeel, en Populus tremula, de ratelpopulier
- Populus ×canadensis, de Canadese populier, de hybride van Populus nigra, de zwarte populier, en Populus deltoides, de Amerikaanse populier
- Tilia ×vulgaris (synoniem: Tilia ×europaea), de Hollandse linde, de hybride van Tilia cordata, de winterlinde, en Tylia plathyphyllos, de zomerlinde
- Ulmus ×hollandica, de Hollandse iep, de hybride van Ulmus glabra, de ruwe iep, en Ulmus minor, de gladde iep